# East of Scotland Championships 1935
Die East of Scotland Championships 1935 im Badminton fanden Mitte Dezember 1935 in Edinburgh statt.

## Austragungsort
- Murrayfield Courts, Edinburgh

## Sieger und Platzierte
| Disziplin    | Gold                            | Silber                   | Bronze                         |
| ------------ | ------------------------------- | ------------------------ | ------------------------------ |
| Herreneinzel | Raymond M. White                | Ian Maconachie           | J. W. Adams                    |
| Herreneinzel | Raymond M. White                | Ian Maconachie           | Murdo MacLean                  |
| Dameneinzel  | Elizabeth Anderson              | J. A. Lawris             | C. B. Alison                   |
| Herrendoppel | Raymond M. White Ian Maconachie | J. W. Adams R. S. McCoig | E. R. Butcher Edward W. Wilson |
| Herrendoppel | Raymond M. White Ian Maconachie | J. W. Adams R. S. McCoig | T. G. Dempster N. B. Hope      |
| Damendoppel  | C. B. Alison M. Paton           | Blackwood Ogilvie        | Morten Gilpeas                 |
| Damendoppel  | C. B. Alison M. Paton           | Blackwood Ogilvie        | Elizabeth Anderson Ford        |
| Mixed        | Raymond M. White C. B. Alison   | Edward W. Wilson Bingham | W. T. MacIntosh MacHeson       |
| Mixed        | Raymond M. White C. B. Alison   | Edward W. Wilson Bingham | Ian Maconachie Ford            |

## Referenzen
- The Glasgow Herald, 16. Dezember 1935